# Kościół Świętej Trójcy w Borowiu
Kościół Świętej Trójcy w Borowiu – dawny kościół parafialny znajdujący się we wsi Borowie, w powiecie garwolińskim, w województwie mazowieckim. Od 1989 roku jest nieużytkowany, nabożeństwa są odprawiane w nowym kościele wybudowanym w latach 1985–1991.
Murowana świątynia została wzniesiona w 1831 roku przez Ludwikę z Załuskich Moszyńską. Wybudowano ją z cegły na wapno. Wyodrębnione prezbiterium, zamknięte ścianą prostą. Z boku z lewej strony znajduje się skarbiec i kaplica św. Rocha, natomiast z prawej zakrystia. Wnętrze budowli jest podzielone parami kolumn toskańskich na trzy nawy. Od strony zachodniej są umieszczone dwuskrzydłowe drzwi wejściowe do kościoła. Nad nimi znajduje się murowany chór muzyczny. 12 października 1845 roku budowlę poświęcił biskup Franciszek Lewiński.
W 1880 roku kościół wzbogacił się o 6-głosowe organy wybudowane przez Kazimierza Potulskiego. W 1907 roku szczyt fasady został nadbudowany o wieżyczkę z sygnaturką. W 2009 roku świątynia została przekazana umową użyczenia przez diecezję siedlecką samorządowi gminy Borowie do 2020 roku. W latach 2012–2013 został wykonany pierwszy etap prac remontowych w kościele. Prace obejmowały m.in.: remont dachu, założenie instalacji sanitarnej, ogrzewania gazowego, remont i malowanie tynków zewnętrznych i wewnętrznych. Ogólny koszt prac wyniósł 790 734 złotych.